# Hope Cooke
Hope Cooke (24 de junho de 1940) é uma norte-americana que foi Gyalmo (em português: rainha consorte; em tibetano: རྒྱལ་མོ་; Wylie: rgyal mo) do 12º Chogyal (rei) de Siquim, Palden Thondup Namgyal. Seu casamento ocorreu em março de 1963. Ela foi denominada Sua Alteza a Princesa Herdeira de Siquim.
Namgyal acabou sendo o último rei de Siquim como um Estado protetorado. Em 1973, tanto o território quanto seu casamento estavam desmoronando; logo Siquim foi incorporado à Índia. Cinco meses após o início da aquisição de Siquim, Cooke retornou aos Estados Unidos com seus dois filhos e enteada. Cooke e seu marido se divorciaram em 1980; Namgyal morreu de câncer em 1982.
Cooke escreveu uma autobiografia, Time Change (Simon & Schuster, 1981), e começou uma carreira como crítica de livros e colaboradora de revistas, tornando-se mais tarde uma historiadora. Em sua nova vida na cidade de Nova York, Cooke publicou Seeing New York (Temple University Press, 1995), trabalhou como colunista de jornal (Daily News) e ensinou na Universidade de Yale.

## Biografia
Cooke nasceu em San Francisco, filha de John J. Cooke, instrutor de voo, e Hope Noyes, pilota amadora. Ela foi criada na Igreja Episcopal. Sua mãe, Hope, morreu em janeiro de 1942, aos 25 anos, quando o avião que ela voava sozinha caiu.
Após a morte de sua mãe, Cooke e sua meia-irmã, Harriet Townsend, se mudaram para um apartamento em Nova York, perto de seus avós maternos, Helen e Winchester Noyes, presidente da corretora J. H. Winchester & Co. Seu avô morreu quando ela tinha 12 anos, sua avó, três anos depois. Cooke ficou sob a guarda de seus tios, Mary Paul e Selden Chapin, ex-embaixador dos EUA no Irã e no Peru. Ela estudou na Chapin School em Nova York e frequentou a Madeira School por três anos antes de terminar o ensino médio no Irã.

### Casamento

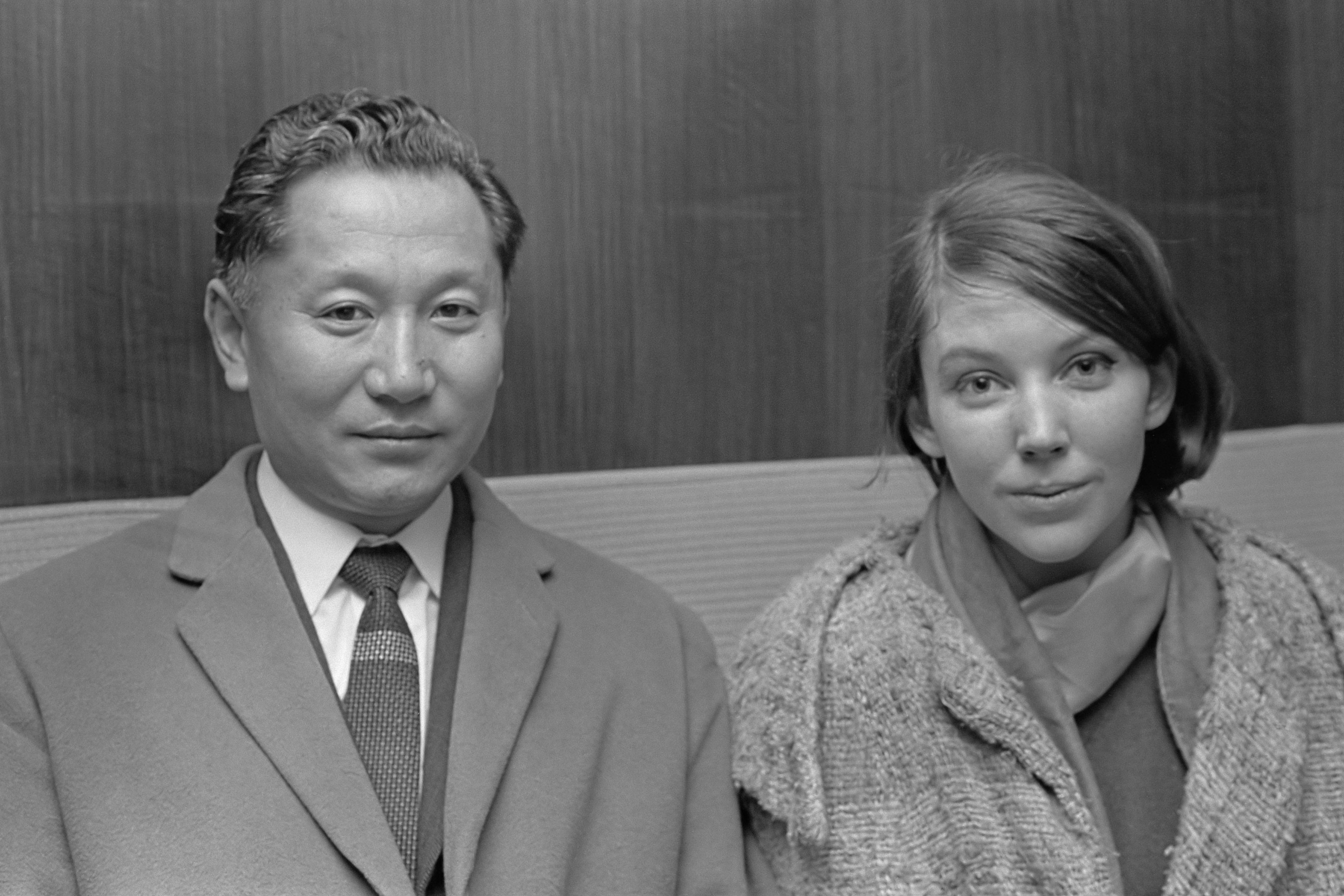
Rei e Rainha de Siquim (1966)

Em 1959, Cooke havia se formado no Sarah Lawrence College e dividia um apartamento com a atriz Jane Alexander. Ela fez uma viagem de verão à Índia e conheceu Palden Thondup Namgyal, príncipe herdeiro de Siquim, no salão do Hotel Windamere em Darjeeling. Ele era um viúvo com dois filhos e uma filha e, aos 36 anos, quase o dobro da idade de Cooke. Dois anos depois, em 1961, o noivado foi anunciado, mas o casamento foi adiado por mais de um ano porque os astrólogos em Siquim e na Índia alertaram que 1962 era um ano desfavorável para casamentos.
Em 20 de março de 1963, Cooke casou-se com Namgyal em um mosteiro budista em uma cerimônia realizada por quatorze lamas. Os convidados do casamento incluíram membros da realeza indiana, generais indianos e o embaixador dos EUA na Índia, John Kenneth Galbraith. Cooke renunciou à sua cidadania dos Estados Unidos conforme exigido pelas leis de Siquim.The New Yorker acompanhou o casal real. Embora seu marido fosse budista, Cooke não se converteu oficialmente do cristianismo ao budismo, embora tivesse praticado o budismo desde então (Henry Kissinger comentou uma vez que "ela se tornou mais budista do que a população"). Namgyal foi coroado monarca de Siquim em 4 de abril de 1965. No entanto, o casamento deles enfrentou tensões e ambos tiveram casos: ele com uma belga casada e ela com um amigo norte-americano.

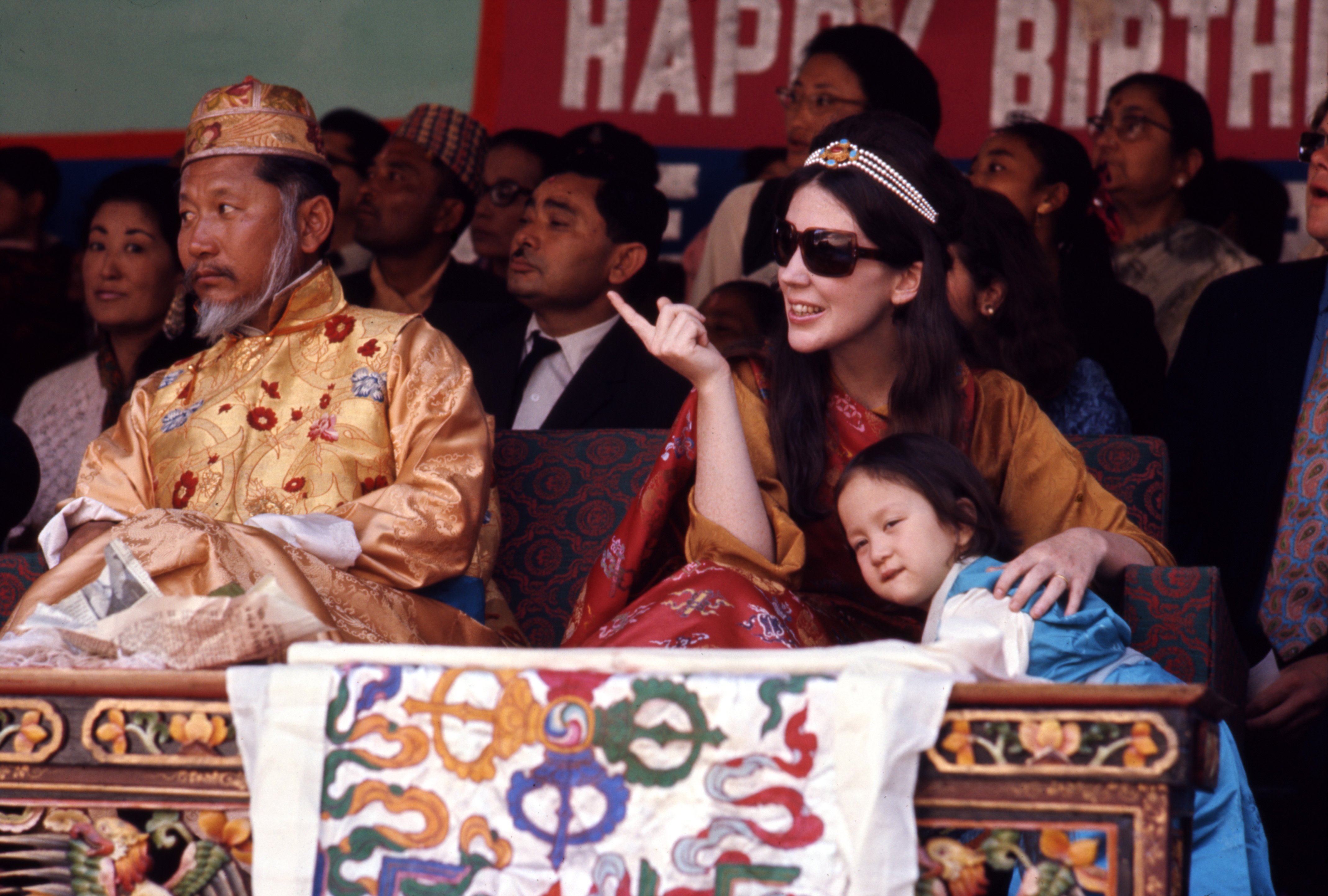
Rei e Rainha de Siquim e sua filha

Ao mesmo tempo, Siquim estava sob pressão para anexação à Índia. Multidões marcharam no palácio contra a monarquia. O marido de Cooke foi deposto em 10 de abril de 1975 e confinado ao seu palácio em prisão domiciliar. O casal logo se separou. Cooke voltou para Manhattan, onde criou seus filhos, Palden e Hope Leezum. Em maio de 1975, o deputado James W. Symington e o senador Mike Mansfield ajudaram na restauração de sua cidadania; no entanto, depois que o projeto foi aprovado no Senado, vários membros do Subcomitê Judiciário da Câmara de Imigração se opuseram e o projeto teve que ser alterado para conceder a ela apenas o status de residente permanente nos EUA. O presidente Gerald Ford assinou o projeto de lei em 16 de junho de 1976. Em 1981, ela ainda não havia conseguido recuperar a cidadania americana. O casal real se divorciou em 1980 e Namgyal morreu de câncer em 1982 na cidade de Nova York.

### Pós-reinado
Com pensão alimentícia de Namgyal e uma herança de seus avós, Cooke alugou um apartamento em Yorkville, na cidade de Nova York. Desta vez, ela se sentiu "profundamente deslocada" na cidade e começou a fazer passeios a pé. Ela estudou jornais e artigos para se familiarizar com a cidade e deu palestras sobre a história social de Nova York. Cooke escreveu uma coluna semanal, "Undiscovered Manhattan", para o Daily News. Suas obras incluem um livro de memórias de sua vida em Siquim, Time Change: An Autobiography (1981); um guia de Nova York, Seeing New York, desenvolvido a partir de seus passeios a pé; e, com Jacques d'Amboise, publicou Teaching the Magic of Dance.
Cooke casou-se novamente em 1983 com Mike Wallace, um historiador vencedor do Prêmio Pulitzer. Mais tarde, eles se divorciaram. O filho de Cooke, o príncipe Palden, banqueiro e consultor financeiro de Nova York, casou-se com Kesang Deki Tashi e tem um filho e três filhas. A princesa Hope formou-se na Georgetown University, casou-se com Thomas Gwyn Reich Jr., um oficial do Serviço de Relações Exteriores dos EUA; mais tarde, após seu primeiro divórcio, casou com Yep Wangyal Tobden. 
Cooke morou em Londres por alguns anos antes de retornar aos Estados Unidos, onde agora mora e trabalha como escritora, historiadora e palestrante. Foi consultora do New York: A Documentary Film da PBS (1999–2001). Cooke é uma colaboradora regular de resenhas de livros e revistas. 

## Publicações
- Time Change: An American Women's Extraordinary Story, New York: Simon & Schuster (1981); ISBN 0-671-41225-6.[28]
- Teaching the Magic of Dance (com Jacques d'Amboise), Nova York: Simon & Schuster (1983); ISBN 0-671-46077-3.
- Seeing New York: History Walks for Armchair and Footloose Travelers, Filadélfia: Temple University Press (1995); ISBN 1-56639-289-6.
- Cooke escreveu vários artigos para o Bulletin of Tibetology, publicado pelo Instituto Namgyal de Tibetologia.[29]